# 1692 en arts plastiques
| Années des arts plastiques : 1689 - 1690 - 1691 - 1692 - 1693 - 1694 - 1695    |
| Décennies des arts plastiques : 1660 - 1670 - 1680 - 1690 - 1700 - 1710 - 1720 |

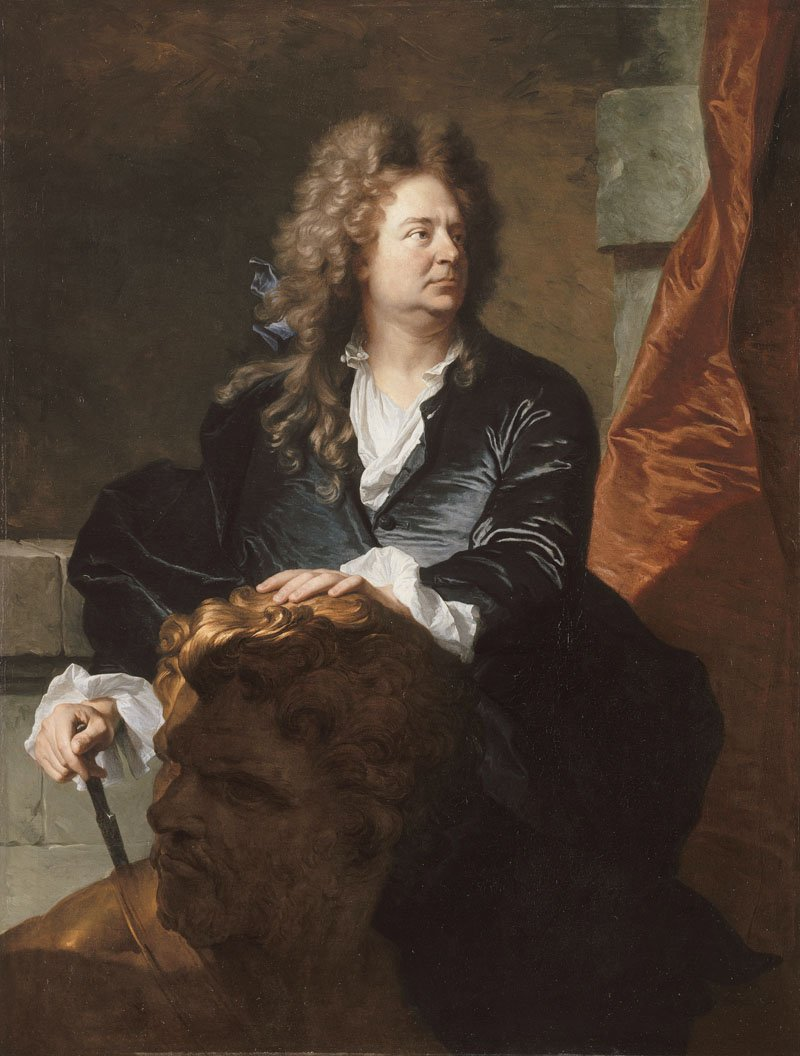
Portrait du sculpteur Desjardins.

Cette page concerne l'année 1692 en arts plastiques.

## Naissances
- 15 juin : Giovanni Domenico Ferretti, peintre italien de l'école florentine de la période rococo († 18 août 1768),
- 1er septembre : Egid Quirin Asam, sculpteur, stucateur et maître d'œuvre allemand du baroque tardif († 29 avril 1750),
- 30 novembre : Livio Retti, peintre baroque italien († 2 janvier 1751),
- ? :
  - Antonio Baldi, peintre et graveur italien († 1773),
  - Vittorio Bigari,  peintre italien († 1776),
  - Giovanni Domenico Campiglia, graveur et peintre italien († 1768),
  - Maria Giovanna Clementi, peintre italienne († 1761),
  - Nicolas Le Roy de Bazemont, peintre français d'origine portugaise († 8 mars 1770).

## Décès
- 3 janvier : Roelant Roghman, peintre, dessinateur et graveur néerlandais (° 14 mars 1627),
- 28 septembre : Cornelis Bloemaert, peintre et graveur néerlandais (° 1603),
- 21 décembre : Adrien Sacquespée, peintre français (° 17 juillet 1629),
- Emanuel de Witte, peintre néerlandais (° 1617).